# Konobo
Le konobo, ou krahn oriental, est une langue kru parlée au Liberia et en Côte d’Ivoire.

## Écriture
Au Liberia, le tchien krahn est écrit avec l’alphabet latin et les tons sont représentés avec des signes de ponctuations de manière similaire à l’usage dans l’Orthographe pratique des langues ivoiriennes, utilisant avec l’apostrophe et les deux-points.